# Anthony Newcomb
Anthony Newcomb (New York, 6 agosto 1941 – Berkeley, 18 novembre 2018) è stato un musicologo statunitense.
Anthony Newcomb ha studiato all'Università di Berkeley, dove si è diplomato con un Bachelor of Arts nel 1962. Ha poi studiato con Gustav Leonhardt nei Paesi Bassi. Ha conseguito un MFA (1965) e un dottorato di ricerca alla Princeton University nel 1969.
Nel 1968 è entrato a far parte della facoltà di musica dell'Università di Harvard e nel 1973 è entrato nella facoltà di Berkeley. Nel 1981 ha vinto il Dent Medal, un prestigioso premio per la musicologia concesso dalla Royal Musical Association. Dal 1986 al 1990 è stato direttore del Journal of American Musicological Society. Nel 1990 Newcomb è divenuto Dean (decano) of Arts and Humanities a Berkeley, dove è attualmente professore emerito. Nel 1992 è stato eletto all'American Academy of Arts and Letters.
Il primo campo di indagine di Newcomb è stato il madrigale italiano tra il 1540 e il 1640, e in particolare la musica del concerto delle donne di Ferrara. Successivamente ha incluso nei suoi interessi le opere di Richard Wagner e le questioni relative alle opere strumentali del XVIII e XIX secolo.

## Pubblicazioni
- "Carlo Gesualdo and a Musical Correspondence of 1594", Musical Quarterly, liv (1968), pp 409–36
- Newcomb, Anthony (1980). The Madrigal at Ferrara, 1579-1597. Princeton, New Jersey: Princeton University Press. ISBN 0-691-09125-0.
- Women Making Music: the Western Musical Tradition, 1150-1950 ed. J. Bowers and J. Tick. "Courtesans, Muses, or Musicians: Professional women musicians in sixteenth-century Italy." pp. 90–115 by Anthony Newcomb. Urbana, IL. 1986. ISBN 0-252-01470-7
- Oltre a numerosi lavori scientifici, Newcomb ha contribuito a molti articoli per il New Grove Dictionary of Music and Musicians.